# Saint-Germain-du-Crioult
Saint-Germain-du-Crioult és un municipi francès situat al departament de Calvados i a la regió de Normandia. L'any 2007 tenia 827 habitants.

## Demografia

### Població
El 2007 la població de fet de Saint-Germain-du-Crioult era de 827 persones. Hi havia 326 famílies de les quals 71 eren unipersonals (41 homes vivint sols i 30 dones vivint soles), 111 parelles sense fills, 129 parelles amb fills i 15 famílies monoparentals amb fills.
La població ha evolucionat segons el següent gràfic:
Habitants censats

### Habitatges
El 2007 hi havia 355 habitatges, 328 eren l'habitatge principal de la família, 13 eren segones residències i 13 estaven desocupats. 352 eren cases i 1 era un apartament. Dels 328 habitatges principals, 282 estaven ocupats pels seus propietaris, 40 estaven llogats i ocupats pels llogaters i 6 estaven cedits a títol gratuït; 3 tenien una cambra, 5 en tenien dues, 32 en tenien tres, 92 en tenien quatre i 197 en tenien cinc o més. 249 habitatges disposaven pel capbaix d'una plaça de pàrquing. A 142 habitatges hi havia un automòbil i a 167 n'hi havia dos o més.

### Piràmide de població
La piràmide de població per edats i sexe el 2009 era:
| Homes | Edats   | Dones |
| ----- | ------- | ----- |
| 0     | 95 o +  | 0     |
| 8     | 90 a 94 | 0     |
| 4     | 85 a 89 | 8     |
| 0     | 80 a 84 | 4     |
| 20    | 75 a 79 | 16    |
| 12    | 70 a 74 | 12    |
| 32    | 65 a 69 | 24    |
| 12    | 60 a 64 | 28    |
| 8     | 55 a 59 | 16    |
| 36    | 50 a 54 | 20    |
| 24    | 45 a 49 | 28    |
| 60    | 40 a 44 | 52    |
| 16    | 35 a 39 | 36    |
| 40    | 30 a 34 | 20    |
| 16    | 25 a 29 | 36    |
| 16    | 20 a 24 | 8     |
| 40    | 15 a 19 | 44    |
| 32    | 10 a 14 | 28    |
| 32    | 5 a 9   | 24    |
| 36    | 0 a 4   | 12    |

## Economia
El 2007 la població en edat de treballar era de 547 persones, 401 eren actives i 146 eren inactives. De les 401 persones actives 365 estaven ocupades (190 homes i 175 dones) i 36 estaven aturades (13 homes i 23 dones). De les 146 persones inactives 72 estaven jubilades, 43 estaven estudiant i 31 estaven classificades com a «altres inactius».

### Ingressos
El 2009 a Saint-Germain-du-Crioult hi havia 339 unitats fiscals que integraven 879 persones, la mediana anual d'ingressos fiscals per persona era de 17.068 €.

### Activitats econòmiques
Dels 23 establiments que hi havia el 2007, 1 era d'una empresa alimentària, 1 d'una empresa de fabricació d'elements pel transport, 3 d'empreses de fabricació d'altres productes industrials, 7 d'empreses de construcció, 4 d'empreses de comerç i reparació d'automòbils, 2 d'empreses d'hostatgeria i restauració, 1 d'una empresa financera i 4 d'empreses de serveis.
Dels 9 establiments de servei als particulars que hi havia el 2009, 2 eren tallers de reparació d'automòbils i de material agrícola, 1 taller d'inspecció tècnica de vehicles, 1 paleta, 1 guixaire pintor, 3 fusteries i 1 agència immobiliària.
L'únic establiment comercial que hi havia el 2009 era una fleca.
L'any 2000 a Saint-Germain-du-Crioult hi havia 31 explotacions agrícoles que ocupaven un total de 1.180 hectàrees.

## Equipaments sanitaris i escolars
El 2009 hi havia 1 escola maternal i 1 escola elemental.

## Poblacions més properes
El següent diagrama mostra les poblacions més properes.